# 邢贲思
邢贲思（1930年1月12日—），原名邢承墉，祖籍浙江嵊州，生于浙江杭州。中华人民共和国马克思主义哲学理论家。

## 生平
邢贲思早年在教会学校学习，外语基础很好，先后学过英语、法语、日语。1949年5月，邢贲思参加了学生运动。1949年7月，邢贲思被选中参加“北上外文大队”，来到北平。当时正是中华人民共和国成立前夕，急需外交方面的人才。“北上外文大队”是从上海、南京等中国南方城市，抽调一批外语基础较好的学生，入中共中央俄文专修学校（北京外国语大学的前身之一）培训，以作为外交官进行培养。于是，他被选中，进入“北上外文大队”。
刚参加“北上外文大队”时，他認爲名字“承墉”中的“承”是家族辈分，有封建色彩，于是想改名。他当时正好读到《诗经·白驹》“贲然来思”一句，便改名为“邢贲思”，不過因不知“贲”在此處讀bì/ㄅㄧˋ而讀作了bēn/ㄅㄣ。后来他将名字中的“贲”读作fèn/ㄈㄣˋ。一次，他出国办护照，拼音输入法中無fèn/ㄈㄣˋ的讀音，只好拼成了ben。日后在中共中央党校任职时，多数人將他名中的“贲”讀作fèn/ㄈㄣˋ。
到北平后，邢贲思先入华北人民革命大学“改造思想”三个月，随后进入中共中央俄文专修学校学习俄语。在校期间，1950年2月，邢贲思加入中国共产党。1952年，邢贲思从中共中央俄文专修学校毕业，留校任教。
1953年，中共中央俄文专修学校选送邢贲思赴中央马列学院（中共中央党校的前身）深造，准备培养他成为俄文专修学校马列主义教研室的哲学教师。1955年，邢贲思自中央马列学院毕业回到俄文专修学校（1955年更名为北京俄语学院），继续任教。1956年，毛泽东发出了“向科学进军”的号召，中国招考首批副博士，邢贲思考上了中国科学院哲学研究所的副博士研究生。1958年，中国取消了副博士制度，邢贲思转为该所的助理研究员。此后，他历任中国科学院哲学研究所助理研究员、学校秘书。
1978年，邢贲思出任中国社会科学院哲学研究所（由中国科学院哲学研究所更名而来）副所长。1978年4月8日，中国社会科学院哲学研究所副所长邢贲思在《人民日报》发表《哲学和宗教》一文，提出不要将毛泽东思想当作宗教来信仰。文章发表后不久，分管意识形态的中央领导人汪东兴便在一次小范围会议上对该文章提出批评，认为是反对毛泽东思想的“反动文章”。
1978年5月10日，经胡耀邦审定的《实践是检验真理的唯一标准》一文在中共中央党校主办的《理论动态》上发表。次日《光明日报》以特约评论员署名全文发表，当天新华社也发出通稿。由此开始了真理标准问题大讨论。分管意识形态的汪东兴下令“下不为例”，禁止再发表有关“真理标准”的文章。但1978年6月16日，《人民日报》却发表了署名“邢贲思”的《关于真理的标准问题》一文。发表当天，新华社转发该文。次日，《光明日报》和《解放军报》全文转载了该文。在大讨论期间，邢贲思在《人民日报》上发表了十余篇文章，在其他报刊上发表了几十篇文章，并且在中央国家机关、中国人民解放军、中国各地的有关单位进行了数十场报告，宣传《实践是检验真理的唯一标准》。
1982年，邢贲思升任中国社会科学院哲学研究所所长，并任中国社会科学院院务委员和院学术委员会委员。他还是《哲学研究》杂志主编，曾任《中国大百科全书·哲学卷》常务副主编。1988年，邢贲思在第18届世界哲学大会上当选为国际哲学联合会指导委员会成员，此后一直担任该职。1988年7月，邢贲思被任命为中共中央党校副校长，分管科研、培训、哲学、文史等方面工作。1994年3月，中共中央宣传部决定任命邢贲思兼任《求是》杂志总编辑。自此，邢贲思在《求是》任职四年半。
1996年6月，邢贲思根据江泽民在中央军委一次讲话的精神，写出了《坚持马克思主义不动摇——划清马克思主义与非马克思主义的界线》一文，署名“邢贲思”刊登在1996年6月6日的《人民日报》上，文章澄清了西方当时对中共中央提出“三讲”是要将以经济建设为中心转为以政治为中心的误解，文章指出“在当前，坚持以经济建设为中心、坚持四项基本原则、坚持改革开放，就是讲政治。”
在担任中共中央党校副校长和《求是》总编辑期间，邢贲思曾经先后四次为中共中央政治局常委讲课，并先后参加了中共十五大报告、中共十五届三中全会、四中全会等会议的文件的起草。
1998年10月，因年龄原因，邢贲思不再任《求是》总编辑。1999年底，邢贲思不再担任中共中央党校副校长。当时，胡锦涛在中南海勤政殿与邢贲思谈话，对他其多年工作进行了充分肯定。后来，邢贲思还从胡锦涛手中接过中央党校学术委员会副主任的聘书。
1999年底，中共中央党校《学习时报》创刊后不久，便向邢贲思约稿，并且为其开设了随笔专栏。邢贲思将自己的读书笔记进行了整理，接连写出了100余篇哲学随笔。最后这些文章结集为《哲人之路》。
邢贲思是第七届全国政协委员、第八、九届全国人大代表，全国人大法律委员会委员。

## 著作
邢贲思对欧洲哲学史上的人道主义研究较为深入，对费尔巴哈和俄国革命民主主义者的人本主义也作过论述。改革开放之后，邢贲思撰写了许多有关邓小平理论、三个代表思想等方面的理论文章，尤其是撰写了许多有关中国特色社会主义理论的文章。邢贲思的主要著作有：
- 邢贲思，欧洲哲学史上的人道主义，上海人民出版社，1979年
- 邢贲思，费尔巴哈的人本主义，上海人民出版社，1981年
- 邢贲思，哲学和启蒙，人民出版社，1980年
- 邢贲思，哲学与时代，湖北人民出版社，1984年
- 邢贲思，在思想战线上（1978-1991），中共中央党校出版社，1992年
- 邢贲思，与时俱进的马克思主义，河南人民出版社，2002年
- 邢贲思，邢贲思文集，陕西人民出版社，1998年
- 邢贲思，邢贲思自选集，学习出版社，2002年
- 邢贲思，哲人之路，浙江人民出版社，2002年
- 邢贲思 主编，当代中国马克思主义的新发展——深入学习江泽民同志“七一”重要讲话和“三个代表”重要思想，人民出版社，2002年
- 邢贲思 主编，当代世界思潮，中共中央党校出版社，2003年
- 邢贲思 主编，科学发展观读本，人民出版社，2006年